# Chó sục Border
Chó sục Border là một giống chó nhỏ, có lớp lông lởm chởm và thuộc nhóm chó sục. Được huấn luyện nhằm trở thành một giống chó săn cáo và các động vật có hại, giống chó sục Border cùng chia sẻ chung một tổ tiên với các giống chó khác như Chó sục Dandie Dinmont và Chó sục Bedlington.
Chó sục Border đã được chính thức công nhận bởi Cậu lạc bộ chăm sóc chó Anh vào năm 1920 và bởi Câu lạc bộ Chăm sóc Chó Hoa Kỳ (AKC) sau đó vào năm 1930. Chó sục Border được lai tạo nhằm tạo một giống chó có chân đủ dài để theo kịp những con ngựa và những con chó săn chồn khác cùng đi săn với chúng và có thân hình đủ nhỏ để chui vào hang của cáo và đuổi chúng ra để các thợ săn có một khoảng trống để bắn. Những con chó săn đi với con người lại không có thân hình nhỏ để làm công việc của chó sục Border.
Năm 2006, Chó sục Border xếp hạng 81 về số lượng chó được đăng ký tại Câu lạc bộ Chăm sóc Chó Hoa Kỳ AKC, trong khi xếp hạng thứ 10 tại Vương quốc Anh.. Năm 2008, Chó sục Border xếp thứ 8 về số lượng đăng ký của tại Câu lạc bộ chăm sóc Chó Vương quốc Anh.
Chúng ban đầu được sử dụng để săn bắn trong hang động vật vì chúng thực hiện rất tốt trong việc bắt thỏ và bất kỳ động vật nhỏ, nhưng hiện nay, chúng thường được coi là vật nuôi gia đình.

## Sức khỏe
Chó sục Border là một giống chó có sức khỏe bình thường, mặc dù có một số vấn đề về sức khỏe di truyền liên quan đến chúng, bao gồm:
- Loạn sản xương hông
- Bệnh Legg–Calvé–Perthes
- Nhiều loại Dị tật tim bẩm sinh
- Cườm khô ở chó tuổi vị thành niên
- Teo võng mạc tiến triển
- Co giật
- Hội chứng chuột rút động kinh chó (CECS)[4][5]

Một cuộc khảo sát của Câu lạc bộ Chăm sóc Chó của Anh cho kết quả tuổi thọ trung bình của giống chó sục Border là 14 tuổi.